# Martha Hudson
Martha B. Hudson-Pennyman (Eastman, 21 marzo 1939) è un'ex velocista statunitense, campionessa olimpica della staffetta 4×100 metri ai Giochi di Roma 1960.

## Palmarès
| Anno | Manifestazione  | Sede | Evento      | Risultato        | Prestazione | Note |
| ---- | --------------- | ---- | ----------- | ---------------- | ----------- | ---- |
| 1960 | Giochi olimpici | Roma | 100 m piani | Quarti di finale | 12"2        |      |
| 1960 | Giochi olimpici | Roma | 4×100 m     | Oro              | 44"5        |      |